# Syzygospora lapponica
Syzygospora lapponica är en lavart som beskrevs av Miettinen & Kotir. 2006. Syzygospora lapponica ingår i släktet Syzygospora och familjen Carcinomycetaceae.   Inga underarter finns listade i Catalogue of Life.